# Mnichowy Żleb (Tatry Wysokie)

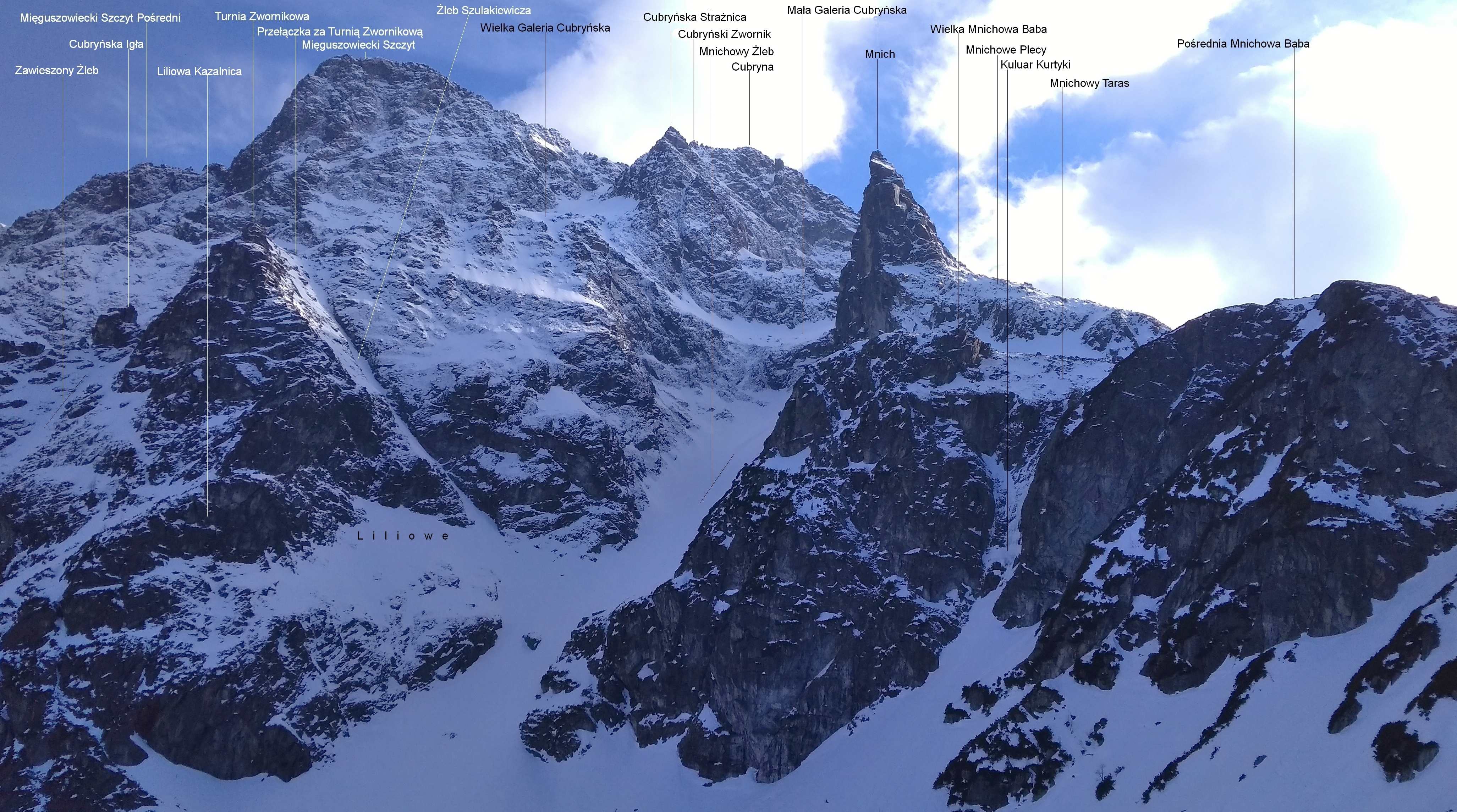
Mnichowy Żleb na środku

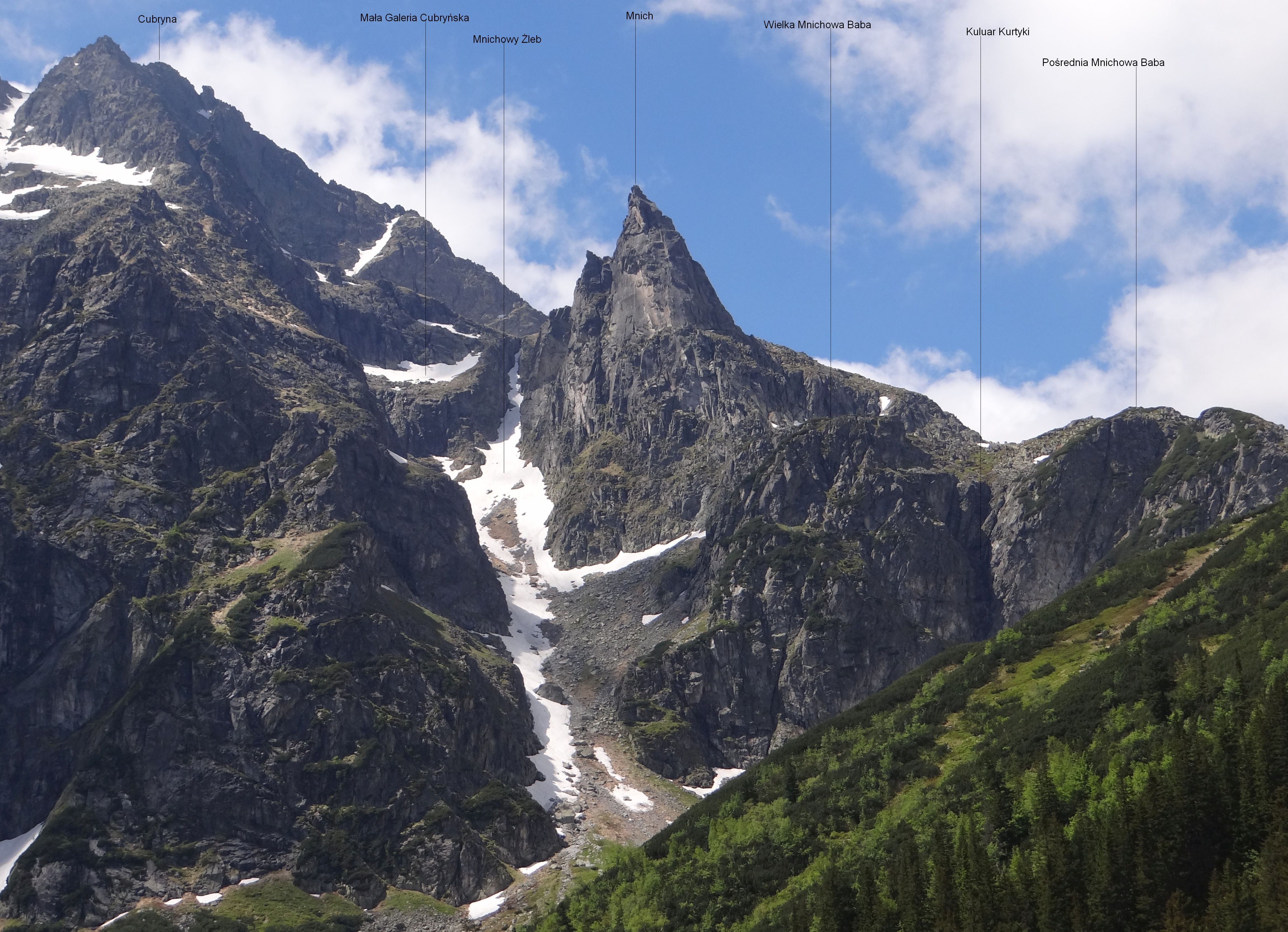

Mnichowy Żleb lub Żleb pod Mnichem – duży i głęboko wcięty żleb na północnych, opadających do Morskiego Oka ścianach grani głównej Tatr Wysokich. Tworzy zachodnie ograniczenie masywu Cubryny. U góry zaczyna się w progu pod Mnichową Przehybą – niewielkim wcięciem pomiędzy piarżystym wałem wrastającym w masyw Cubryny a Mnichową Kopą. Opada stąd w kierunku północno-wschodnim i uchodzi do Nadspadów. Jego orograficznie prawym odgałęzieniem jest Żleb Szulakiewicza, uchodzący do Mnichowego Żlebu na wysokości około 1740 m, powyżej największej z want tkwiących w dnie Mnichowego Żlebu.
Mnichowym Żlebem prowadzą drogi wspinaczkowe. Jest on dla taterników ważną arterią komunikacyjną, gdyż od drogi wiodącej jego dnem odgałęzia się kilkadziesiąt innych dróg wspinaczkowych. Droga wiodąca dnem żlebu (Z Nadspadów przez Mnichowy Żleb) jest łatwa, ma trudność 0+, w jednym miejscu III w skali tatrzańskiej, czas przejścia od Nadspadów na Zadnią Galerię Cubryńską 1 godz. Dno żlebu jest szerokie i pokryte drobnym piargiem. Żleb zwęża się dopiero w najwyższej części – ogranicza go ściana Małej Galerii Cubryńskiej.
Zimą przejście Mnichowym Żlebem jest wygodne i szybkie. Zamykający go od góry niewielki próg skalny jest zazwyczaj skryty pod śniegiem. Jednak w warunkach zagrożenia lawinowego cały Mnichowy Żleb jest bardzo niebezpieczny.